# Allodia adunca
Allodia adunca är en tvåvingeart som beskrevs av Zaitzev 1992. Allodia adunca ingår i släktet Allodia och familjen svampmyggor.
Artens utbredningsområde är Alaska. Arten är reproducerande i Sverige. Inga underarter finns listade i Catalogue of Life.